# Китолов (управляемый снаряд)

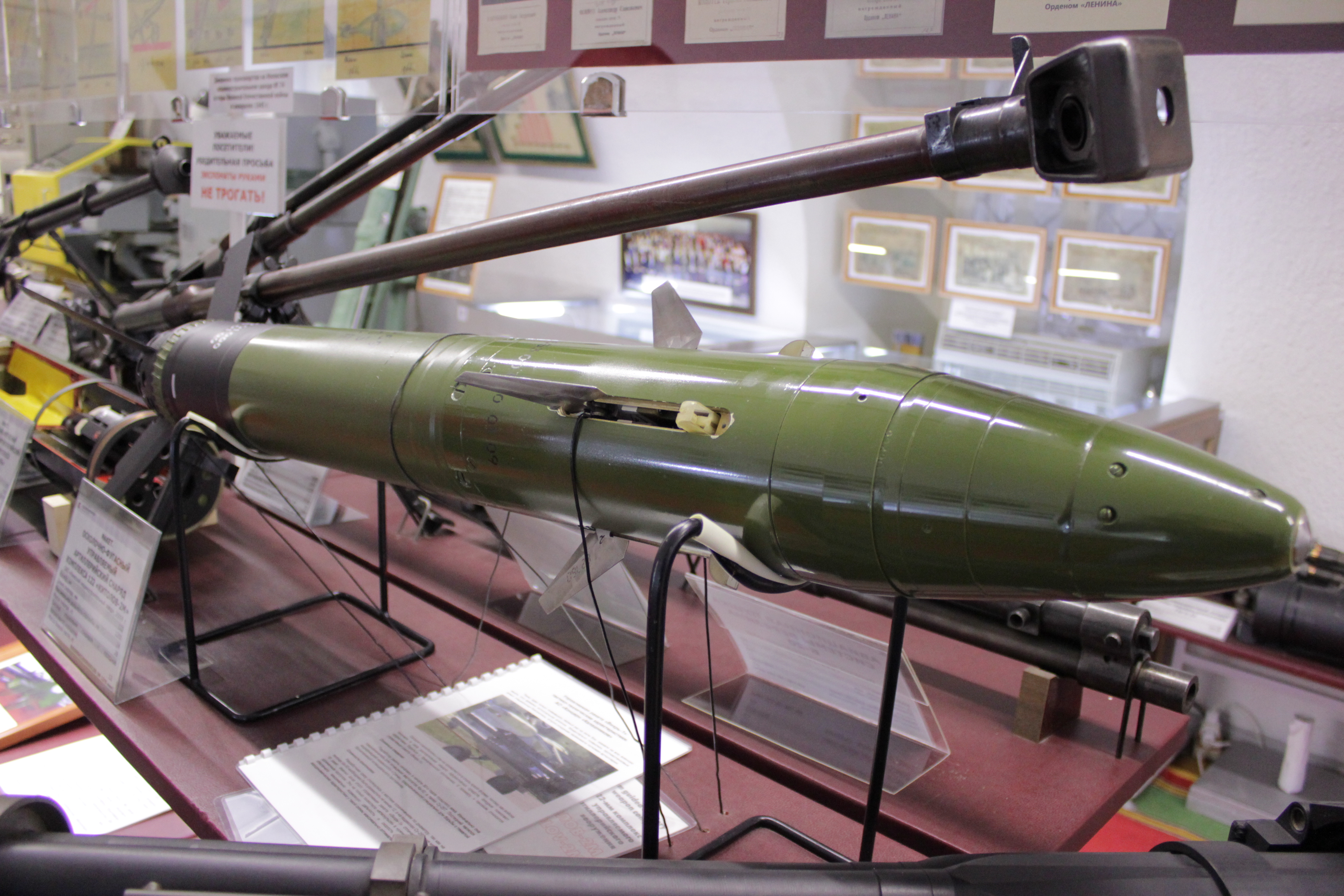
Китолов-2М в музее Ижмаша

Китолов — комплекс управляемого артиллерийского вооружения, разработанный в Тульском КБ Приборостроения.
Включает в себя корректируемый осколочно-фугасный снаряд с полуактивной головкой самонаведения, принимающей отражённый сигнал от подсветки цели лазерным целеуказателем-дальномером. Предназначен для поражения бронированных целей и инженерных сооружений с первого выстрела.

## Описание
Управление на траектории осуществляется аэродинамическими рулями с приводом рулей за счёт энергии набегающего потока воздуха Существуют версии снаряда для калибров 120 мм (Китолов-2) раздельно-картузного заряжания и 122 мм (Китолов-2М) раздельно-гильзового заряжания. Для версии КМ-3 «Китолов-2М» максимальная дальность стрельбы 12 км. Боевая часть осколочно-фугасная. Длина снаряда 1190 мм. Масса выстрела 28 кг. Масса взрывчатого вещества 5,3 кг. «Китолов-2» принят на вооружение в 2002 году.
Снаряд применяется в артиллерийских системах:
- САО 2С9 (Нона-С), САУ 2С23 (Нона-СВК) — 120-мм «Китолов-2», САУ 2С34 (Хоста);
- Гаубица Д-30, САУ 2С1 (Гвоздика) — 122-мм «Китолов-2М».

Существует версия боеприпаса в виде мины для 120-мм миномётов под названием КМ-8 «Грань».
Головка самонаведения для снарядов «Китолов-2» и «Китолов-2М» разработана ОАО «ЛОМО».

## Сравнительная характеристика
| Сравнительная характеристика корректируемых артиллерийских боеприпасов различных стран мира | Сравнительная характеристика корректируемых артиллерийских боеприпасов различных стран мира | Сравнительная характеристика корректируемых артиллерийских боеприпасов различных стран мира | Сравнительная характеристика корректируемых артиллерийских боеприпасов различных стран мира | Сравнительная характеристика корректируемых артиллерийских боеприпасов различных стран мира | Сравнительная характеристика корректируемых артиллерийских боеприпасов различных стран мира | Сравнительная характеристика корректируемых артиллерийских боеприпасов различных стран мира | Сравнительная характеристика корректируемых артиллерийских боеприпасов различных стран мира | Сравнительная характеристика корректируемых артиллерийских боеприпасов различных стран мира |
| Наименование                                                                                | Страна                                                                                      | Изображение                                                                                 | Калибр, мм                                                                                  | Максимальная дальность стрельбы, км                                                         | Тип боевой части                                                                            | Масса взрывчатого вещества, кг                                                              | Длина снаряда, мм                                                                           | Масса снаряда, кг                                                                           |
| ------------------------------------------------------------------------------------------- | ------------------------------------------------------------------------------------------- | ------------------------------------------------------------------------------------------- | ------------------------------------------------------------------------------------------- | ------------------------------------------------------------------------------------------- | ------------------------------------------------------------------------------------------- | ------------------------------------------------------------------------------------------- | ------------------------------------------------------------------------------------------- | ------------------------------------------------------------------------------------------- |
| «Краснополь-М1»                                                                             | Россия                                                                                      |                                                                                             | 152                                                                                         | 25                                                                                          | осколочно-фугасная                                                                          | 9,0                                                                                         | 960                                                                                         | 45,0                                                                                        |
| «Краснополь-М2»                                                                             | Россия                                                                                      |                                                                                             | 155                                                                                         | 25                                                                                          | осколочно-фугасная                                                                          | 11,0                                                                                        | 1200                                                                                        | 54,0                                                                                        |
| «Сантиметр-М»                                                                               | Россия                                                                                      |                                                                                             | 152                                                                                         | 18                                                                                          | осколочно-фугасная                                                                          | 10,0                                                                                        | 861                                                                                         | 41,0                                                                                        |
| «Сантиметр-М1»                                                                              | Россия                                                                                      |                                                                                             | 155                                                                                         | 20                                                                                          | осколочно-фугасная                                                                          | 12,0                                                                                        | 940                                                                                         | 40,9                                                                                        |
| «Квитник»                                                                                   | Украина                                                                                     |                                                                                             | 152/155                                                                                     | 20                                                                                          | осколочно-фугасная                                                                          | 8,0                                                                                         | 1200                                                                                        | 48,0                                                                                        |
| M712 «Copperhead» /«Copperhead-2»                                                           | США                                                                                         |                                                                                             | 155                                                                                         | 16/20                                                                                       | кумулятивно-фугасная                                                                        | 6,7                                                                                         | 1370                                                                                        | 62,0                                                                                        |
| M982 «Excalibur»                                                                            | США / Швеция                                                                                |                                                                                             | 155                                                                                         | 23/40–57                                                                                    | осколочно-фугасная, кассетная                                                               | 5,4                                                                                         | 996                                                                                         | 48,0                                                                                        |
| 1. 2. 3. 4. 5. 6. 7. 8.                                                                     |                                                                                             |                                                                                             |                                                                                             |                                                                                             |                                                                                             |                                                                                             |                                                                                             |                                                                                             |